# Psychotria zepelaciana
Psychotria zepelaciana är en måreväxtart som beskrevs av Paul Carpenter Standley. Psychotria zepelaciana ingår i släktet Psychotria och familjen måreväxter. Inga underarter finns listade i Catalogue of Life.